# Abbaye de Doudeauville
Saint-Jean de Doudeauville ou Dudellivilla est une abbaye de l'ordre des Augustins fondée en 1099 à Doudeauville sous l'évocation de saint Jean l'Évangéliste. Elle était de la congrégration d'Arrouaise..
Sa fondation est également datée de 1142

## Historique
- L'abbaye fondée par le Comte de Boulogne, Eustache III[3] vers 1099, était dédiée à saint Jean l'Évangéliste.
- 1162 Ernulphe est présent à la donation de l'autel de Rebreuves.
- 5 octobre 1207 pendant la vacances de leur Abbaye, les Prieurs & religieux passent une obligation en faveur de Robert, Abbé d'Arrouaise pour la somme de cent livres parisis qu'il leur avait prêtée.
- 1189 une confirmation de la vente aux abbés d'Arrouaise des dîmes de Frigicourt et de Saillisel, par Bauduin d'Encre.
- Détruite en 1543, elle fut restaurée tout de suite après, c'est une ferme à présent.